# 이자보 드 바비에르
이자보 드 바비에르(Isabeau de Bavière, 1370년? ~ 1435년 9월 24일)은 프랑스의 군주 샤를 6세의 왕비이다. 비텔스바흐가 출신의 바이에른잉골슈타트 공작 슈테판 3세의 딸로 독일식 이름은 엘리자베트 폰 바이에른(Elisabeth von Bayern)이다.
1385년 7월 17일 아미엥 대성당에서 샤를 6세와 결혼하여 20년간 12명의 자녀를 두었으나 남편의 정신병으로 인해 결혼 생활은 순탄하지 않았다. 당초 샤를 6세는 아내를 열렬히 사랑했으나 이후 정신착란과 망상에 시달리게 되자 왕비를 알아보지 못했으며 그녀를 무척 혐오했다. 그러나 아직 샤를 6세의 정신병이 심해지기 전인 1417년, 이미 샤를 6세는 왕비의 애인이라는 소문이 돌았던 루이 드 보스르동(Louis de Bosredon)을 죽이고 왕비를 궁에서 내쫓았다. 공식적인 이유는 왕비의 시녀의 방탕함이었으나 사치와 난잡한 행동을 즐긴 왕비의 행동이 실제 원인이었다. 이자보는 정치적인 분별력이 없었으며 자신 및 바이에른의 친정에 재물을 빼돌리는 데에 골몰했다. 시동생인 오를레앙 공 루이와 불륜 관계에 있었다는 설도 있지만 확실하지는 않다. 남편이 암살된 후에는 아르마냐크 백작에 의해 추방되어 아르마냐크파와 대립하던 부르고뉴 공작 장 1세과 결탁했다. 1420년 트루아 조약에 서명하여 자신의 딸 카트린와 결혼한 헨리 5세의 프랑스 왕위계승권을 인정했다. 이 조약에도 불구하고 아들 샤를은 아르마냐크파와 함께 전쟁을 계속하여 1422년 프랑스의 왕위에 올랐다.